# Imigração guatemalteca no Brasil
A imigração guatemalteca no Brasil é pouco expressiva em comparação com a de outros povos latinos como bolivianos, paraguaios, argentinos ou ainda mexicanos. O Brasil é um dos países sul-americanos com mais guatemaltecos.